# Chœurs de l'Opéra national de Paris
Les Chœurs de l'Opéra national de Paris sont l'ensemble vocal constitué par l'Opéra national de Paris pour l'interprétation du répertoire lyrique sur les scènes de l'institution parisienne. 

## Historique

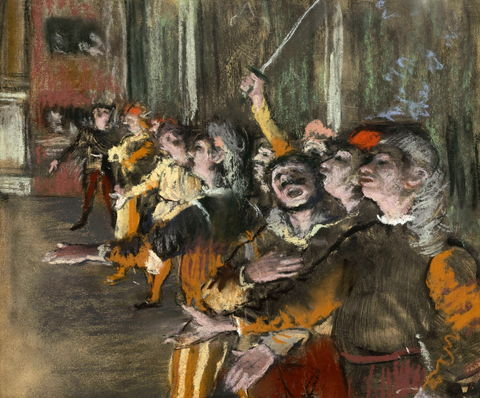
Edgar Degas, Les Choristes, pastel, 1877, musée d'Orsay,.